# Uông Bí
Uông Bí är en stad i provinsen Quang Ninh i norra Vietnam. Folkmängden i centralorten uppgick till cirka 113 000 invånare vid folkräkningen 2019. Ett av de största sjukhusen i Uong Bi är byggt och länge stött av Sida. Ett kolkraftverk finns i staden, och drivs av kol från gruvorna i omgivningen som huvudsakligen består av kullar och berg.